# 郊
郊，或作郊商、行郊，另有頂手、九八行等稱呼，為台灣清治時期遍布於台灣各地的商業公會組織，組織成員多為船商或聚居港口的商號。:72-73
在清代中葉行郊面臨臺灣河口淤積、咸豐朝後因西方勢力開辦洋行等問題，發展往下，1937年後因中日戰爭爆發、1949年後又因台灣海峽兩岸呈現長期對峙的影響，行郊的商業功能漸趨萎靡，已至消亡。
現行郊組織多轉為祭祀水仙尊王、天上聖母或關聖帝君的宗教團體而存續迄今。

## 起源
「行郊」源自於中國古代的「行會制度」：其原型可追溯魏晉南北朝之際，形容「工商貨殖之民聚居於都市」的「行」，但「行」此一名詞實際出現於隋代，而在唐、宋之際才發展成熟。元、明之後，「行」這類同業組織已經非常普及，但稱呼並不固定，作「會」或作「幫」時有不同；又若這類同行所興建的建築設施，則又統稱為「公所」或「會館」。:73-74
康熙廿三年（1684年），台南沿海、澎湖被納入大清帝國版圖之後，隨著福建、廣東移民陸續湧入，因應兩岸貿易風氣盛行:70-72，也將原鄉「同業公會」的制度帶入台灣。:130台灣的商人為避免惡性競爭、保障自身利益使然，大多採聯合同一地區的商人組成幫會，而此幫會則被稱為「郊商」或「郊行」。:72-78
台灣最早有「行郊」二字的文字記錄出現在乾隆三十年（1765年）所立的「水仙宮清界碑記」（台南水仙宮）；乾隆四十九年（1784年），官方正式開放台灣府彰化鹿港與泉州府蚶江為對渡口之後，「行郊」便開始大肆林立發展。不過，「行郊」此一名詞僅見於福建閩南地區，由於郊商組成多為航運商人，便特別盛行於仰賴航海貿易的台灣。:72-78
據考「郊」字淵源來自於明朝，朱瞻基在宣德四年（1429年）起間開辦「稅關」；後繼的清朝政府延續此一在海關設卡驗收查稅的制度，原本係指「交關」之意，而「交關」的「交」在臺语之中兼具「做生意」的意思，故往後在台灣往返商的船之間，漸漸乃有以音近的「郊」代替「交關」之用法。:72-78

## 分類
「行郊」為各類同業商會的統稱，在台灣日治時期多轉稱為「商會」，探究「行郊」其商業團體之組成，有其劃分如下表：:83-85
| 行郊 | 內郊（小郊）                                 | 台灣本島內商人所組成的商業團體。               |
| 行郊 | 外郊（外郊）                                 | 來往中國大陸與台灣島兩岸商人所組成的商業團體。 |
| 行郊 | 內郊與外郊業務並不衝突，亦有兼營之情況存在。 |                                                |

### 概稱
| 名稱分類 | 釋義                                                      | 概稱事例   | 備註                                                          |
| -------- | --------------------------------------------------------- | ---------- | ------------------------------------------------------------- |
| 販售項目 | 以相同販售項目為分類標準                                  | 油郊       | 進出花生油、麻油等                                            |
| 販售項目 | 以相同販售項目為分類標準                                  | 糖郊       | 進出蔗糖、青糖等                                              |
| 販售項目 | 以相同販售項目為分類標準                                  | 布郊       | 進出布棉、苧麻布、黃麻布、棉綢等                              |
| 市場地區 | 以同一地區的市場做區分基準                                | 台郡郊     | 台南地區的行郊                                                |
| 市場地區 | 以同一地區的市場做區分基準                                | 塹郊       | 新竹地區的行郊                                                |
| 市場地區 | 以同一地區的市場做區分基準                                | 新艋泉郊   | 新莊、艋舺的行郊                                              |
| 特定地區 | 往特定地區經營的市場做稱呼基準                            | 北郊       | 在天津、煙台、上海等地經營郊商的統稱 （經商範圍在台灣島以北） |
| 特定地區 | 往特定地區經營的市場做稱呼基準                            | 南郊       | 在福建、廣東、香港等地經營郊商的統稱 （經商範圍在台灣島以南） |
| 特定地區 | 往特定地區經營的市場做稱呼基準                            | 鹿港郊     | 在台灣島內各港經營郊商的統稱                                  |
| 籍貫     | 按經商者的籍貫來做稱呼基準 （通常僅是泛稱，多無正式組織） | 建郊、閩郊 | 來自福建的商人                                                |
| 籍貫     | 按經商者的籍貫來做稱呼基準 （通常僅是泛稱，多無正式組織） | 寧郊       | 來自寧波的商人                                                |
| 籍貫     | 按經商者的籍貫來做稱呼基準 （通常僅是泛稱，多無正式組織） | 上海郊     | 來自上海的商人                                                |
| 籍貫     | 按經商者的籍貫來做稱呼基準 （通常僅是泛稱，多無正式組織） | 廣郊、粵郊 | 來自廣東的商人                                                |

## 組織
「行郊」組織由「郊員」運作，郊員又分成「爐主」與「爐丁」。凡成為郊員一份子之前，需繳交「插爐銀」（入會費），另外需在登記簿上須註明其詳細居所、店號以及負擔金額，便可成為該行郊的爐丁（又作爐腳、爐下）；而主掌行郊所有事務者即為「爐主」。爐丁若要退出行郊，必須先行通報爐主、若爐丁觸犯郊規，爐主對爐丁亦有處分的權力。爐主除行郊業務外，因商業活動高度仰賴航海平安，特別看重海神信仰，故每年度皆必須操辦祭典大會，以祈求風調雨順，而行郊普遍會挑選農曆三月廿三日媽祖聖誕日，抑或是農曆五月初五的水仙尊王聖誕日舉辦祭典大會；大會聚餐之日爐主有義務向爐丁報告該年度的收支以及行郊的狀況，且爐丁可針對爐主報告時提出意見或質疑。:85-86
| 成員 | 事項     | 職稱   | 職責                                       | 備註             |
| ---- | -------- | ------ | ------------------------------------------ | ---------------- |
| 郊員 | 一般郊務 | 爐主   | 執掌行郊所有業務，並操辦該年度的祭祀事宜。 | 每年擲筊輪替。   |
| 郊員 | 一般郊務 | 董事   | 又稱「頭家」，執掌特定的業務。             | 有時為爐主兼任。 |
| 郊員 | 一般郊務 | 稿師   | 替各郊公事書寫行文。                       |                  |
| 郊員 | 一般郊務 | 大斫   | 替各郊收錢，執行各項公務。                 |                  |
| 郊員 | 一般郊務 | 局丁   | 處理各項雜務。                             |                  |
| 郊員 | 祭典大會 | 爐主   | 祭典聚餐時需報告該年度的收支、郊務等狀況。 | 又稱「祭主」。   |
| 郊員 | 祭典大會 | 正籤首 | 協助爐主辦理祭典大會。                     | 從爐丁中挑選。   |
| 郊員 | 祭典大會 | 副籤首 | 協助爐主辦理祭典大會。                     | 從爐丁中挑選。   |
| 郊員 | 祭典大會 | 爐丁   | 必須衣著整齊地出席祭典大會之聚餐。         |                  |

## 經費
行郊為一商業組織，乃由各方籌措經費方可運作。因應清代地方政府效能不彰，亦常有賴郊商成員出面主持社會公益、約束鄉民，甚至出資籌組民團、保衛鄉里（林爽文事件、蔡牽事件等皆有郊商出資參戰的身影），故行郊經費上的運作對單一聚落的影響性可謂舉足輕重。:72-73
| 項目 | 細目                                                                   | 釋義                                                                   | 備註                                                                   |
| ---- | ---------------------------------------------------------------------- | ---------------------------------------------------------------------- | ---------------------------------------------------------------------- |
| 捐款 | 插爐銀                                                                 | 即入會費。                                                             | 另逢神誕慶典，各郊員亦需均攤慶典費用。                                 |
| 課稅 | 貨物稅                                                                 | 按照每年配運貨物來抽分。                                               | 行郊最主要收入來源。                                                   |
| 課稅 | 船稅                                                                   | 按照每艘船隻載運量來抽分。                                             | 行郊最主要收入來源。                                                   |
| 置產 | 以行郊名義購置一筆田產或店面，招租出去，通常會將所得利息做為公款用途。 | 以行郊名義購置一筆田產或店面，招租出去，通常會將所得利息做為公款用途。 | 以行郊名義購置一筆田產或店面，招租出去，通常會將所得利息做為公款用途。 |
| 罰金 | 觸犯郊規之行號需繳交罰金，但屬非固定收入。                             | 觸犯郊規之行號需繳交罰金，但屬非固定收入。                             | 觸犯郊規之行號需繳交罰金，但屬非固定收入。                             |

| 項目     | 項目     | 釋義 |
| -------- | -------- | --- |
| 年度祭祀 | 年度祭祀 | 祭典大會上請戲酬神、聚餐之用途，費用多從置產生息調用，行郊立有帳簿可供查核。                                            |
| 職員薪資 | 職員薪資 | 稿師、大斫、局丁等職員經常性的薪資。                                                                                    |
| 公務     | 徭役公事 | 原屬地方官員的業務，如造橋、鋪路、築城等工程需徵召人力從事徭役，郊商通常透過繳錢以折抵徭役工作。                        |
| 公務     | 社會公益 | 地方上公益捐輸，諸如育嬰堂、書院、寺廟香火、發放米糧等公益事業的捐款。                                                  |
| 其他雜支 | 其他雜支 | 1. 辦公場所茶水、紙張、筆墨、燭火、油燈等雜支。 2. 爐丁借調公款來周轉的現錢。 3. 官署將官帑存放行郊，需提供生息的款項。 |

## 商號
「郊」泛指一統稱、集合名詞，例如「泉郊」此一名詞，可見於鹿港、亦可見於笨港或台南，郊下有其「商號」，商號才是商人實際經營的公會行號；在雲林北港「泉郊」的商號稱作「金石順:98」、在台北艋舺的「泉郊」作「金晉順:105」、在彰化鹿港的「泉郊」又作「金長順」，旗下曾有多達兩百間店家。此外，商號由於經營據點時常跨足不同縣廳，即便是同一商號，在不同地方也會被冠上不同的郊名，以商號「金長順」為例，在鹿港被歸屬為「泉郊」，但在澎湖卻被歸類成「廈郊」。:100、96
在清廷尚未開放台灣開港通商前，全台灣各地皆有不少知名的郊商組織，其中以「府城三郊」、「鹿港八郊」和「淡水三郊」較為知名。郊商之間亦會因利益糾紛、省籍不同，導致武裝衝突，其中以咸豐三年（1853年）「頂下郊拚」最具代表性。:72-73

## 沒落
行郊儘管為清領時期甚為流行的商業組織，但終究因不敵環境和社會變遷而走向衰落，造成行郊衰敗原因，茲列如下：:132-144
1. 社會動盪：台灣為移墾社會，官府與班兵素質參差不齊，械鬥、民變頻繁[13][14]，每逢民眾作亂，不僅市街遭到戰火波及，財產受損，也會造成郊商經濟上的損失。
2. 郊規效力不足：郊員雖受制於郊規，但官府鮮少干涉行郊業務，對觸犯郊規者缺乏第三方裁量和執行單位，導致郊規無法有效約束郊員，形同具文，但若有觸犯者，依舊連帶破壞行郊的商譽。
3. 航運風險：航運的獲利雖大，但沿途面臨氣候、海象、礁石等不確定變數也高。又一旦發生船難，船隻的損失也十分慘重。[註 2]
4. 胥吏索求：商船進出港口，常要面臨胥吏索賄的陋規，此一陋規稱之為「規禮」，而規禮之金額多寡，甚至公開授受，成為定例，長此以往，並不利商業發展。
5. 港口堵塞：諸如鹿港、笨港、八里坌、安平都曾面臨河流淤塞的問題，導致原本發達的通商口，變成無法從事大型航運的廢港。
6. 洋行設立：咸豐八年（1858年）間，清廷簽署〈天津條約〉後，陸續開放台灣各處的港口[5]，便於各處開立洋行與郊商競爭，洋行在挾有輪船載貨量以及政治上的優勢，郊商仍採用的戎克船受限於氣候和動力限制[3]:94-96，難以與外商爭搶生意。

台灣日治時期前期，日本政府仍透過台灣當地的行郊管道與福建廈門等地通商，直到1937年中日戰爭爆發，日本政府限制與中國沿海岸口的貿易行為，連帶影響行郊出口貿易量緊縮。而1949年後，台海兩岸更呈現軍事上長期的對峙，更導致日後的衰落、甚至解散。不過，由於行郊組織的辦公會館常合併用於寺廟，少數行郊如澎湖的臺廈郊會館和台南的水仙宮等，尚有保存原行郊組織的祭祀功能迄今。 

## 延伸書籍
- 林玉茹，《向海立生：清代臺灣的港口、人群與社會》，台北市：聯經出版，2023年3月23日。ISBN 9789570864335